# Туатал Маелгарб
Туатал Маелгарб — він же: Туатал мак Кормак (ірл. — Túathal Máelgarb, Túathal mac Cormaic) — верховний король Ірландії. Час правління: 528–538 рр. Деякі джерела вказують на час його смерті — 540 рік. В історію ввійшов як король, що завершив завоювання земель Брега для династії нащадків короля Ніла Дев'яти Заручників.

## Походження
Онук Койрпре мак Нейлла (ірл. — Coirpre mac Néill). У генеалогіях він вказується як син Кормака Кеха (ірл. — Cormac Cáech), правнук Ніла Дев'яти Заручників.

## Правління
Повідомлень про його правління в легендах і літописах обмаль. Зокрема, розповідається в писаннях Тірехана (ірл. — Tírechán), що святий Патрик прокляв Койрпре і провістив, що його нащадки «ніколи не будуть правити в Тарі», тому всі подальші королі Ірландії, в тому числі Туатал Маелгарб, правили з інших міст, а Тара була кинута жителями, щоб прокляття не збувалося.
В ірландських літописах Туатал Маелгарб згадується як переможець Кяннахта (ірл. — Ciannacht) в битві на полях Луахайр (ірл. — Luachair) між двома гирлами. Не ясно де ця місцевість розташована і про які дві річки йде мова. Цю битву датують 535 роком. Вважається, що ця перемога утвердила панування династії О'Нілів (Уа Нейллів) — нащадків Ніла Дев'яти Заручників в Ірландії і закріплення за ними земель на рівнині Брега. Вважається, що ці записи давні й належать до часів VI століття.

## Смерть
Туатал Маелгарб був убитий у 538 або в 540 році (за різними джерелами). Пізніші перекази, літописи та легенди розповідають про подробиці його загибелі, до якої причетні Діармайт мак Кербайлл (ірл. — Diarmait mac Cerbaill) та святий Кіаран Клонмаклойський (ірл. — Saint Ciaran Clonmacnoise) з багатьма дрібними деталями, але ці повідомлення вважаються пізнішими вигадками. За цими повідомленнями Туатал Маелгарб намагався вигнати Діармайта мак Кербайлла (який був його зведеним братом) з його землі чи то з Ірландії взагалі, але замість цього король був вбитий у сутичці. У цьому брав участь його прийомний родич Маелмор О'Махі, він же Маелмор МакАргадайн (ірл. — Máelmor Ua Machí, Máelmor mac Argadaín), який був убитий на місці.